# 顾县镇 (洛阳市)
顾县镇，是中华人民共和国河南省洛陽市偃师区下辖的一个乡镇级行政单位。

## 行政区划
顾县镇下辖以下地区：
顾县村、史家湾村、营防口村、杨村、木阁沟村、中宫底村、西宫底村、曲家寨村、东王村、安滩村、回龙湾村、苗湾村、李湾村、段东村和段西村。